# Patrimoine culturel de Serbie

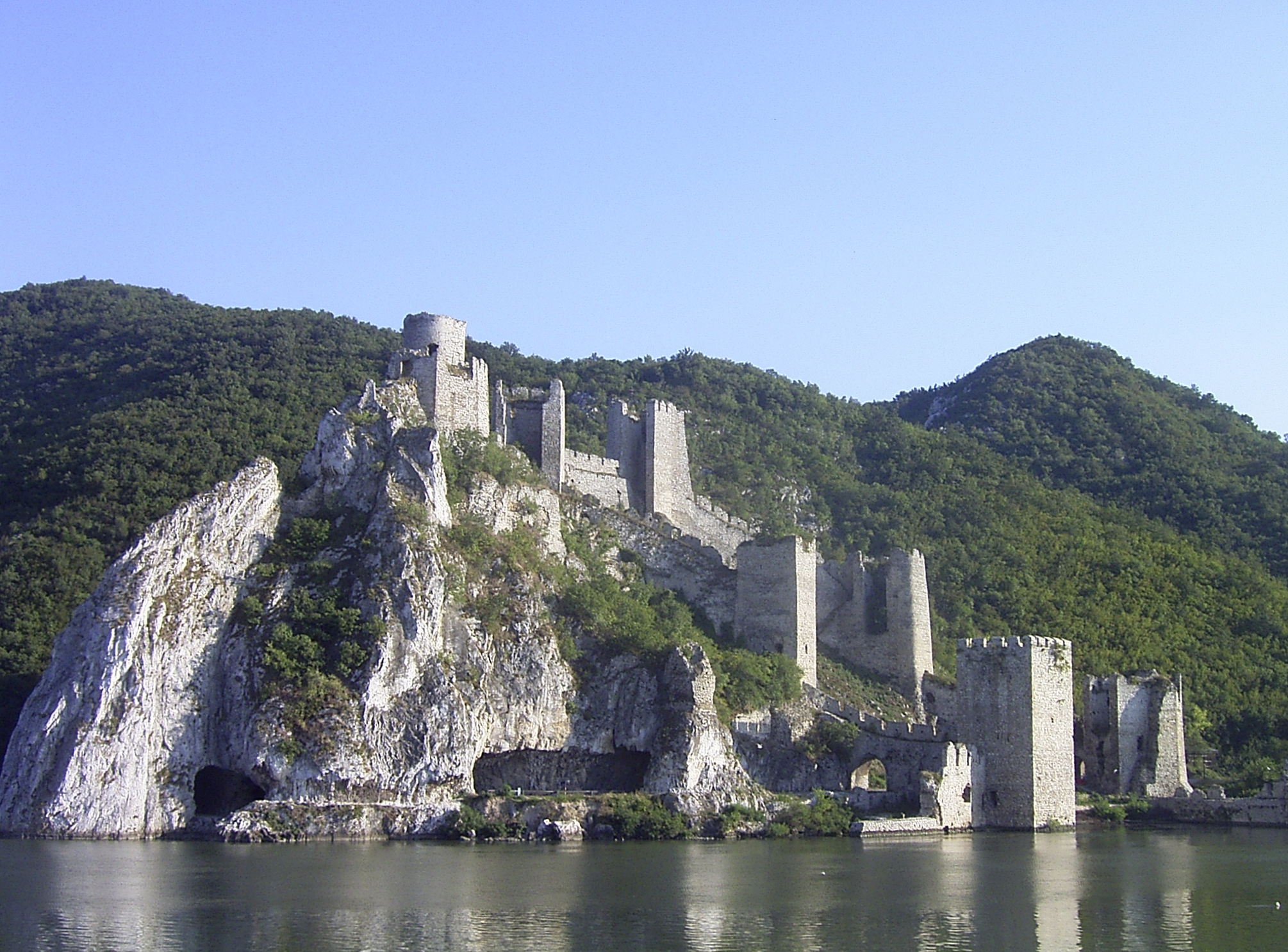
La forteresse de Golubac, monument du patrimoine culturel de la Serbie

Le patrimoine culturel de Serbie (en serbe : Културна добра Србије) est constitué, en Serbie, par les monuments pour lesquels l'État offre le plus haut niveau de protection.

## Critères
Pour être retenu sur l'inventaire du patrimoine, un site doit répondre à au moins un des critères suivants, tels que définis par le ministère de la Culture de Serbie :
- posséder une importance particulière liée au développement social, historique ou culturel de la nation ou de son environnement naturel ;
- attester d'événements historiques ou de personnalités cruciales dans l'histoire de la nation ;
- être une représentation rare ou unique de la créativité humaine à une époque donnée ;
- posséder une valeur artistique ou esthétique exceptionnelle.

## Catégories
Le patrimoine culturel de la république de Serbie est réparti en quatre catégories : monuments culturels (Споменици културе et Spomenici kulture), entités spatiales historico-culturelles (Просторно културно-историјске целине et Prostorno kulturno-istorijske celine), sites archéologiques (Археолошка налазишта et Arheološka nalazišta) et sites mémoriels (Знаменита места et Znamenita mesta) ; chaque catégorie est à son tour subdivisée en fonction de trois niveaux d'importance : importance exceptionnelle, grande importance, bien protégé.
- Monuments d'importance exceptionnelle :
  - Sites archéologiques d'importance exceptionnelle
  - Monuments culturels d'importance exceptionnelle
  - Sites mémoriels d'importance exceptionnelle
  - Entités spatiales historico-culturelles d'importance exceptionnelle
- Monuments de grande importance :
  - Sites archéologiques de grande importance
  - Monuments culturels de grande importance
  - Sites mémoriels de grande importance
  - Entités spatiales historico-culturelles de grande importance
- Monuments protégés :
  - Sites archéologiques protégés
  - Monuments culturels protégés
  - Sites mémoriels protégés
  - Entités spatiales historico-culturelles protégées

## Liste des monuments culturels par districts
- Ville de Belgrade
- Bačka méridionale
- Bačka méridionale - Ville de Novi Sad
- Bačka occidentale
- Bačka septentrionale
- Banat central
- Banat méridional
- Banat septentrional
- Bor
- Braničevo
- Jablanica
- Kolubara
- Mačva
- Moravica
- Nišava
- Pčinja
- Pirot
- Podunavlje
- Pomoravlje
- Rasina
- Raška
- Šumadija
- Syrmie
- Toplica
- Zaječar
- Zlatibor

### Districts du Kosovo (selon la Serbie)
- Kosovo
- Kosovo-Pomoravlje
- Kosovska Mitrovica
- Peć
- Prizren